# 民芸店ましこ
民芸店ましこ（みんげいてん ましこ）とは、栃木県芳賀郡益子町にある益子焼専門の民芸店：陶器販売店である。
益子町において初めて開店した「益子焼専門の民芸店」である。

## 沿革
佐久間藤太郎の娘がその妻に裁縫を習いに来ていたことがきっかけで、濱田庄司の知り合いとなった「民芸店ましこ」の初代・中山茂が、濱田や佐久間から「益子焼の宣伝のために店をやってみないか」と持ちかけられたのがきっかけとなり、1952年（昭和27年）11月3日、濱田と佐久間の2人からの指導と、益子焼の窯元有志の協力を得て、濱田庄司が命名した「民芸店ましこ」の名称で益子町では初めての「益子焼専門民芸店」として開店した。そしてその際には合田好道が看板を書いたと言われている。
濱田や佐久間の作品をはじめ、村田元などの作品も扱い、開店当初から日用品が主な製品であった益子焼に適いつつも、必ずしも古さを感じさせない素朴でシンプル、そして店主一家が実際に使ってみて「器としての良さ」がわかる使い勝手の良い普段使いが出来る「正統派の現代益子焼」にこだわって取り扱い販売した。
そして濱田からは「商品である陶器をいつもきれいにしておくこと」などの助言を受けた。また、濱田から「これは売れないかもしれないが、いいものだから置いてあげてくれ」と言われた品を店頭に並べるようになり、そこから多くのことを学んだ。
そして「民芸ましこ」を模した民芸品を販売する店舗が益子に増えていった。
濱田庄司ゆかりの民芸店であるため、現在も濱田晋作や濱田友緒、そして濱田窯との付き合いは深い。年に一度、春の益子陶器市が行われる5月には「濱田窯展」が開かれる。また2012年(平成24年)1月には、東日本大震災で被災した益子参考館の「観覧支援」のために3代目・中山武が中心となり「「参考館へ行こうよ！」実行委員会」を発足させるなど、「濱田窯」ゆかりの活動は多岐に渡っている。
現在、「益子の民藝店」の役割を考え続けながら、作家のチャレンジ精神を応援しながら、「益子だから、お客さんには最も益子らしいものを見てもらいたい」と、「本物の益子焼」を販売し、伝え続けるべく、濱田窯のみならず、島岡製陶所や加守田家などの「益子焼の巨匠たちの家族」との付き合いを代々続けており、今でも作家の窯の窯出しの日には仕入れに出かけ、自ら手にとって品選びをしている。
益子町で益子焼を扱う販売店の中でも「普段使いの出来る健康的な」民芸」の風合いを今も伝える、日常生活で末永く使う事が出来る「益子焼の入門」に最適な品揃えがある店舗となっている。

## 歴代店主
初代・中山茂
：隼人の父。武の祖父。濱田庄司から「益子焼の宣伝のために」と勧められて「民芸店ましこ」を開店した。
初代の妻
：隼人の母。武の祖母。裁縫の先生をしており、佐久間藤太郎の娘を生徒として教えていた。その縁で夫の茂が濱田や佐久間と懇意となり、「民芸店ましこ」が開店するきっかけとなった。
2代目・中山隼人
：「民芸店ましこ」や益子焼、そして益子町の語り部的存在となっている。
3代目・中山武
：「民芸店ましこ」が所在する益子町内町の中心的人物であり、「益子祇園祭」における益子町内町の組織「内若」の会頭も務める。また東日本大震災で被災した「益子参考館」の復興活動に尽力した。また「民芸店ましこ」で開かれる「濱田窯展」のDMや「益子参考館」で開催される様々な企画、そして「濱田窯長屋門」で開催される「濱田窯長屋門ビンテージマーケット」のフライヤーなどに自作の切り絵を制作し提供している。
3代目の妻・中山久美
：3歳の頃から益子町で育つ。独身の頃、益子町のアジア雑貨店や、陶芸教室に付属するカフェに勤務した後、友人と一緒にカフェを開業。「民芸店ましこ」3代目・中山武との結婚、そして出産を機にカフェ運営を離れ、「民芸店ましこ」スタッフとして勤務。また「民芸店ましこ」が所在する「益子本通りの会」や「益子町観光協会女性部」などに参加し、「オフィスましこのね」のスタッフにもなり益子町のフリーペーパー「ましこのね」の編集にも携わり、益子町の活性化に貢献。他にも益子町の子ども育成会による火災予防パレードなど、益子町の様々な企画に参加している。

## 主な取り扱い作家や窯元
時期により品揃えが異なる。また新規作家の取り扱いもされることがある。
- 阿久津忠男：創作工房あくつ
- 阿久津雅土：創作工房あくつ
- 石川圭：南窓窯
- 大塚雅淑：健一窯
- 落合重智：牛窯
- 神谷製陶所
- 加守田次郎（紙塑人形作家、画家、工芸作家）[37][38][39][40][41][42][43]
- 加守田太郎[8]
- キマノ陶器
- 後藤竜太
- 佐藤敬：牛窯[44]
- 島岡桂：島岡製陶所
- 高根澤三郎[注釈 1][45][46]
- 陶房こみち
- 成井窯
- 萩原芳典：萩原製陶所
- 橋本秀一：大沢窯[8]
- 濱田窯（窯もの）
- 濱田晋作：濱田窯[8]
- 濱田友緒：濱田窯[8]
- 船越弘：天青窯
- 村澤亨：村澤陶苑
- 村田浩：村田浩窯
- 室田嘉一郎：室田窯[8]

### 過去に扱いがあった作家
- 大塚健一：健一窯[8]
- 島岡龍太[47][48][10]：龍太窯
- 高橋繁夫[10]
- 村田元[11]